# Courçon
Courçon é uma comuna francesa na região administrativa da Nova Aquitânia, no departamento de Charente-Maritime. Estende-se por uma área de 19,11 km². Em 2010 a comuna tinha 1 779 habitantes (densidade: 93,1 hab./km²).